# Malšovický jez
Malšovický jez se nalézá na 3 km řeky Orlice u města Hradec Králové. Vede kolem něho žlutá turistická značka z krajského města do Malšovy Lhoty a dál do Hradeckých lesů. 

## Popis
Jedná se o kolmý jez s vyrovnávací hrází o výšce 2 m. Vpravo se nachází široký náhon a vodní elektrárna. Vlevo je dlouhá propust. Pod jezem je nebezpečný vodní válec. Jez je pro vodáckou turistiku obvykle nesjízdný, lodě se přenášejí vlevo, při vhodném vodním stavu je možné projet propustí vlevo.

## Historie
V letech 1920 až 1921 byla nejprve na Orlici u Slezského Předměstí postavena vodní elektrárna „U mlejnka“ (dřív na místě stával malý dřevěný mlýn). Stavbu podle projektu O. Lisky postavila Společnost stavitelů v Hradci Králové). V letech 1923 až 1927 následoval i samotný jez. Stavbu zpomaloval nedostatek finančních prostředků.

## Fotogalerie

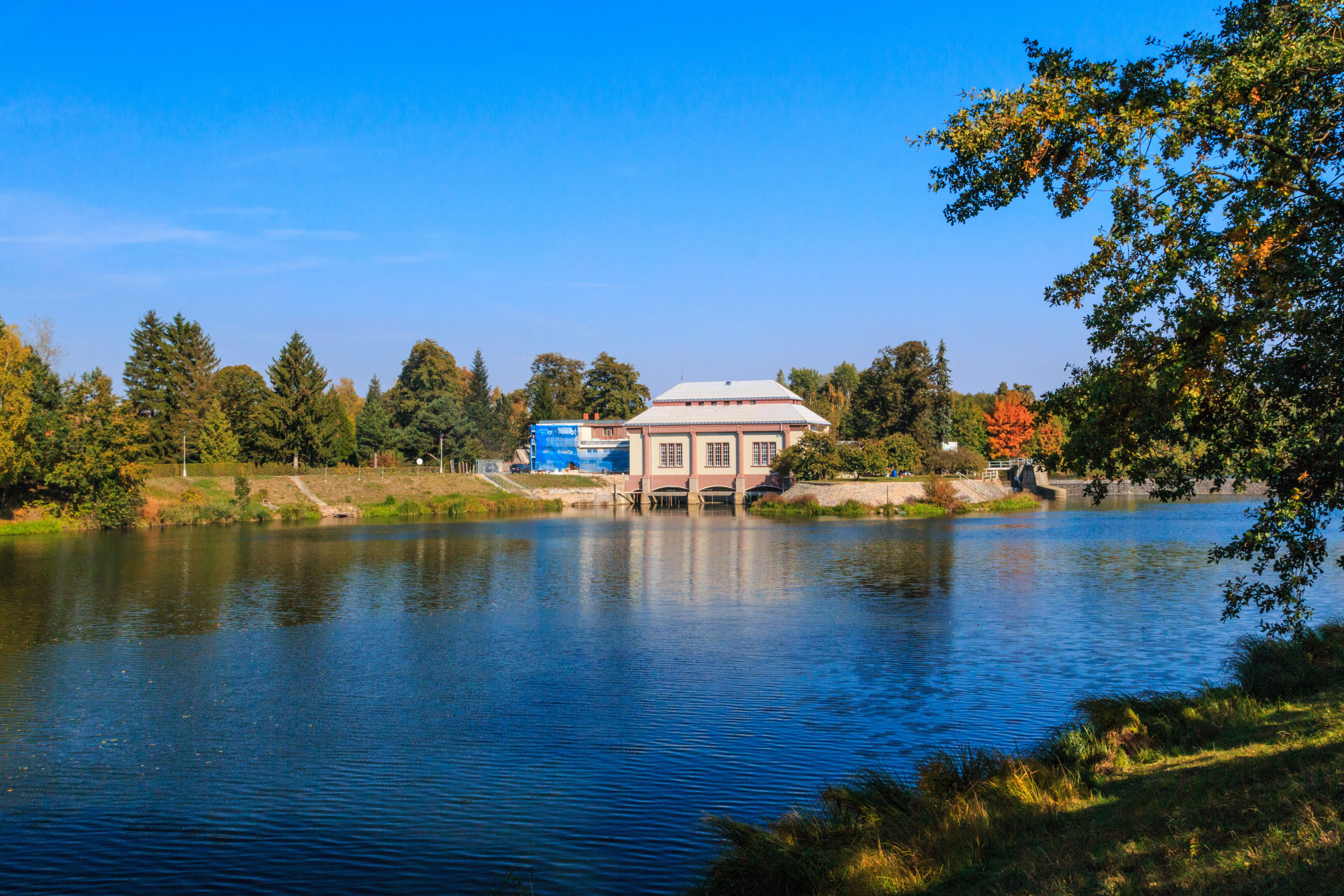
pohled na Malšovický jez
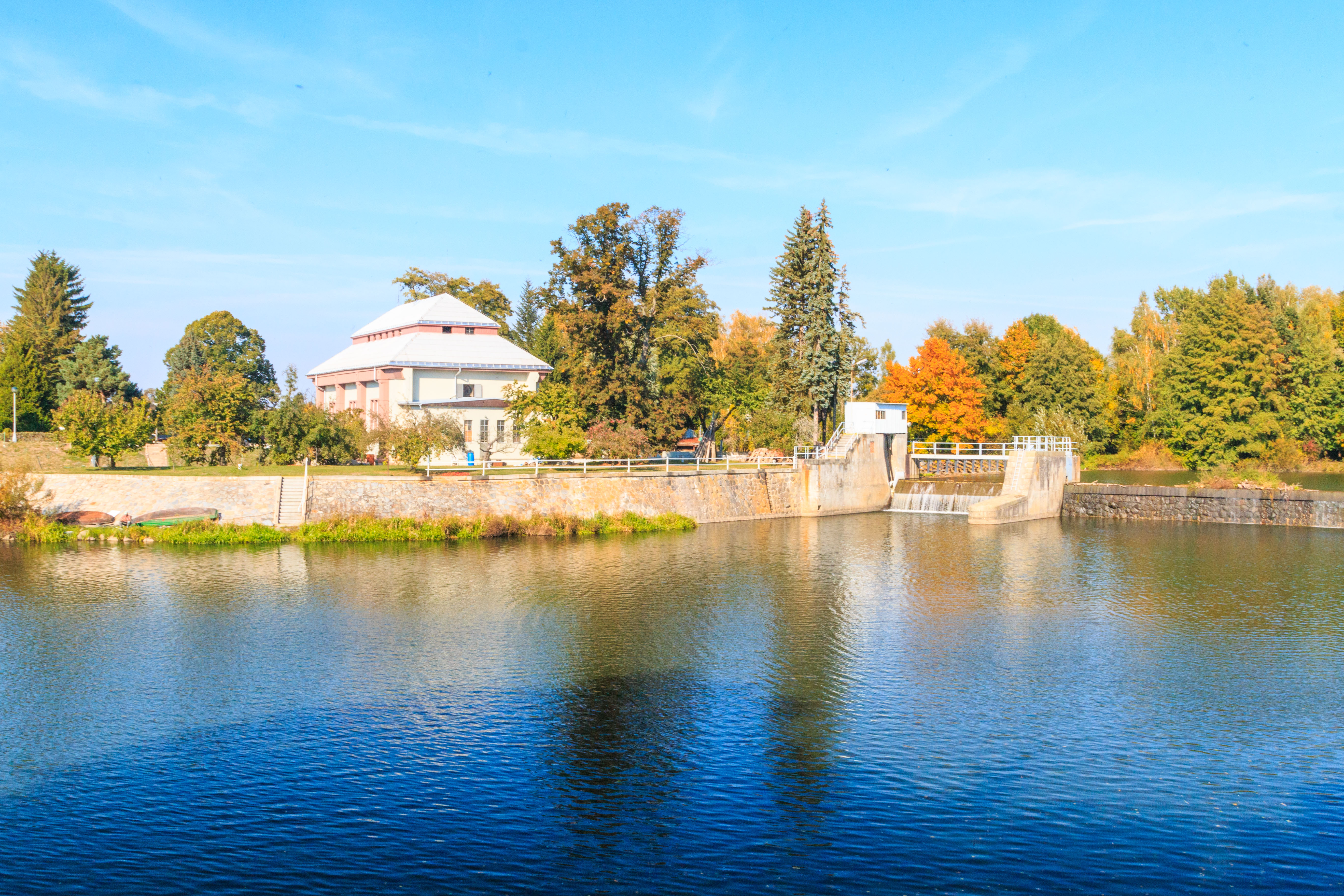
pohled na Malšovický jez
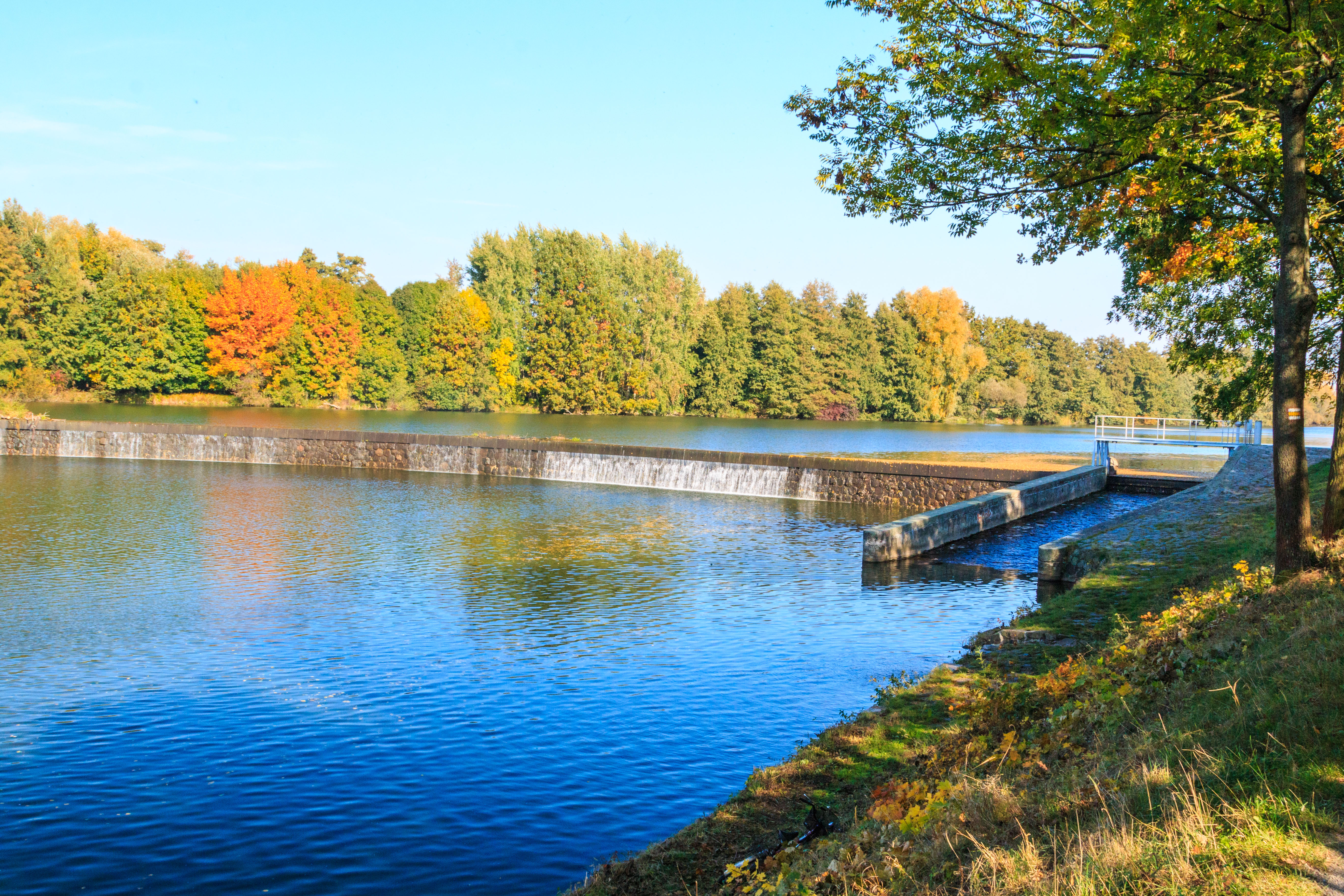
pohled na Malšovický jez
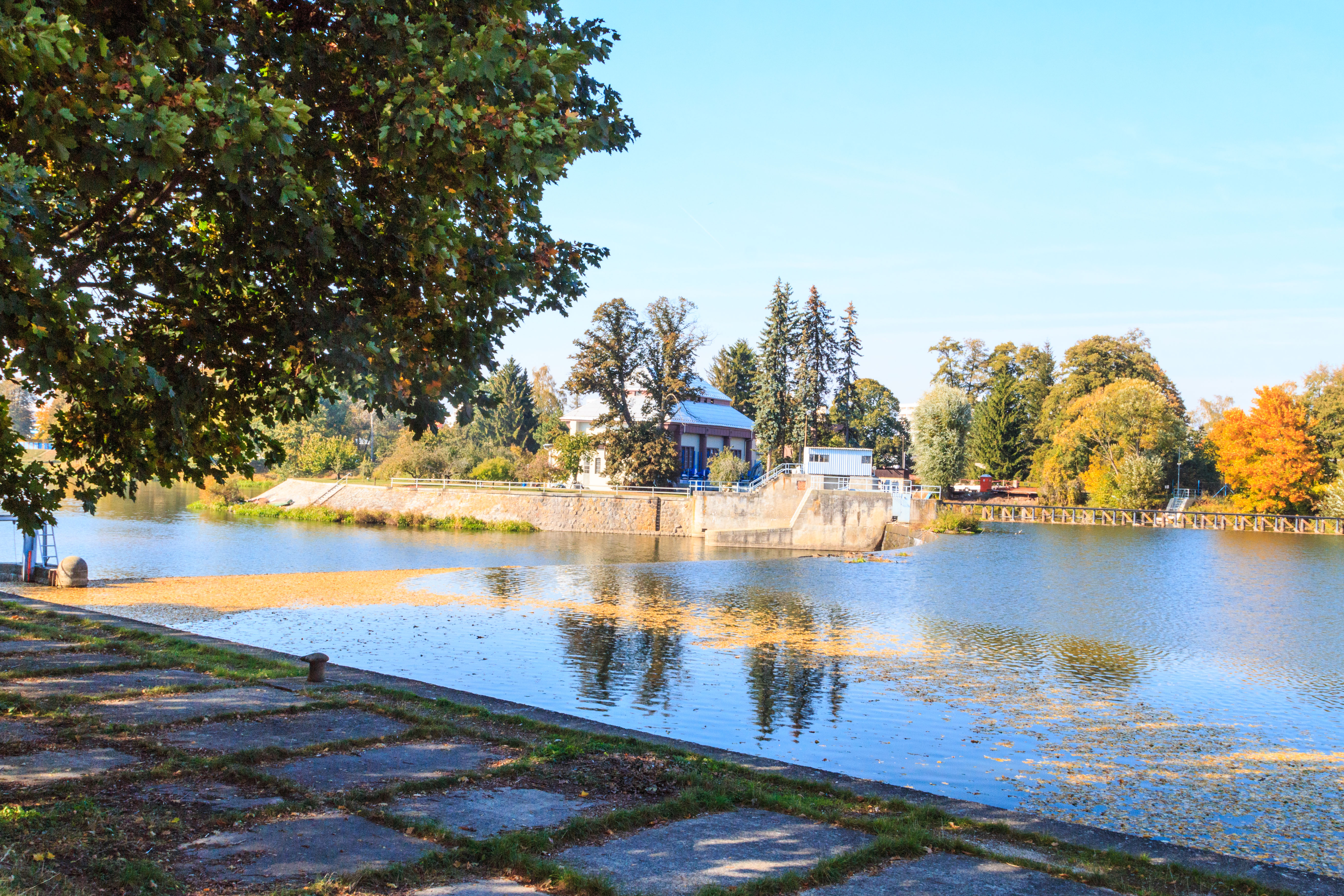
pohled na Malšovický jez